# Тостонес
Тостонес (исп. Tostones, от испанского глагола tostar, что означает «тост») — дважды обжаренные ломтики бананов сорта Плантан, напоминающие лепёшки или чипсы, обычно встречающиеся в латиноамериканской и карибской кухне (см. Карибская кухня). 
Наиболее известны как tostones (Пуэрто-Рико, Ямайка, Никарагуа, Куба, Гондурас и Венесуэла), их также называют tachinos или chatinos (Куба), plátano frito или frito verde (Доминиканская Республика), bananes pesées (Гаити), patacones (Панама, Венесуэла, Колумбия, Коста-Рика, Перу и Эквадор) и, иногда, patacón pisao в Колумбии.

## Приготовление
Обычно используются бананы сорта Плантан. Зеленые (незрелые) бананы очищают от кожуры, нарезают в длину, по диагонали или по ширине, а затем дважды обжаривают. Сырые ломтики обжаривают по 1-2 минуты с каждой стороны до золотистого цвета, затем удаляют излишки растительного масла. После этого их толкут и растирают в плоской посуде, предназначенной для этого, называемой тостонера, или, что менее удобно, в любой кухонной утвари, имеющей достаточно большую плоскую поверхность, например, между двумя тарелками. Затем плоские ломтики обжаривают еще раз, пока они не станут хрустящими и золотисто-коричневыми.

## Происхождение
Неизвестно, откуда появился этот рецепт. Многие страны Карибского бассейна и Латинской Америки борются за его происхождение. Рецепт появляется под двумя разными названиями в зависимости от страны: они называются patacones в Панаме, Колумбии , Эквадоре , Коста-Рике и Перу; tostones на Кубе , Никарагуа , Пуэрто-Рико и Доминиканской Республике (тут их также называют plátano frito или fritos verdes), а на Гаити их еще называют bannann peze.

## Употребление
Тостонес солят и едят так же, как картофельные чипсы или картофель фри. В некоторых регионах принято обмакивать их в мохо (чесночный соус) или ахи. В Колумбии их иногда подают с соусом огао или с начинкой из рубленой говядины. В Коста-Рике их часто едят с пастообразным соусом из черной фасоли. В Доминиканской Республике их обычно подают с дольками свежего лайма, чтобы выжать их, и солью для посыпания. В Гватемале на Карибах их обычно подают как гарнир при заказе рыбы или птицы. Обычно присыпается небольшим количеством соли. В некоторых странах их подают с сыром в качестве закуски или с севиче из креветок, тушеной курицей или салатом из авокадо. Их также можно купить в универсальных магазинах. Блюдо встречается во всех разновидностях карибской кухни. В Никарагуа их обычно подают с жареным сыром, а иногда и с жареными бобами.

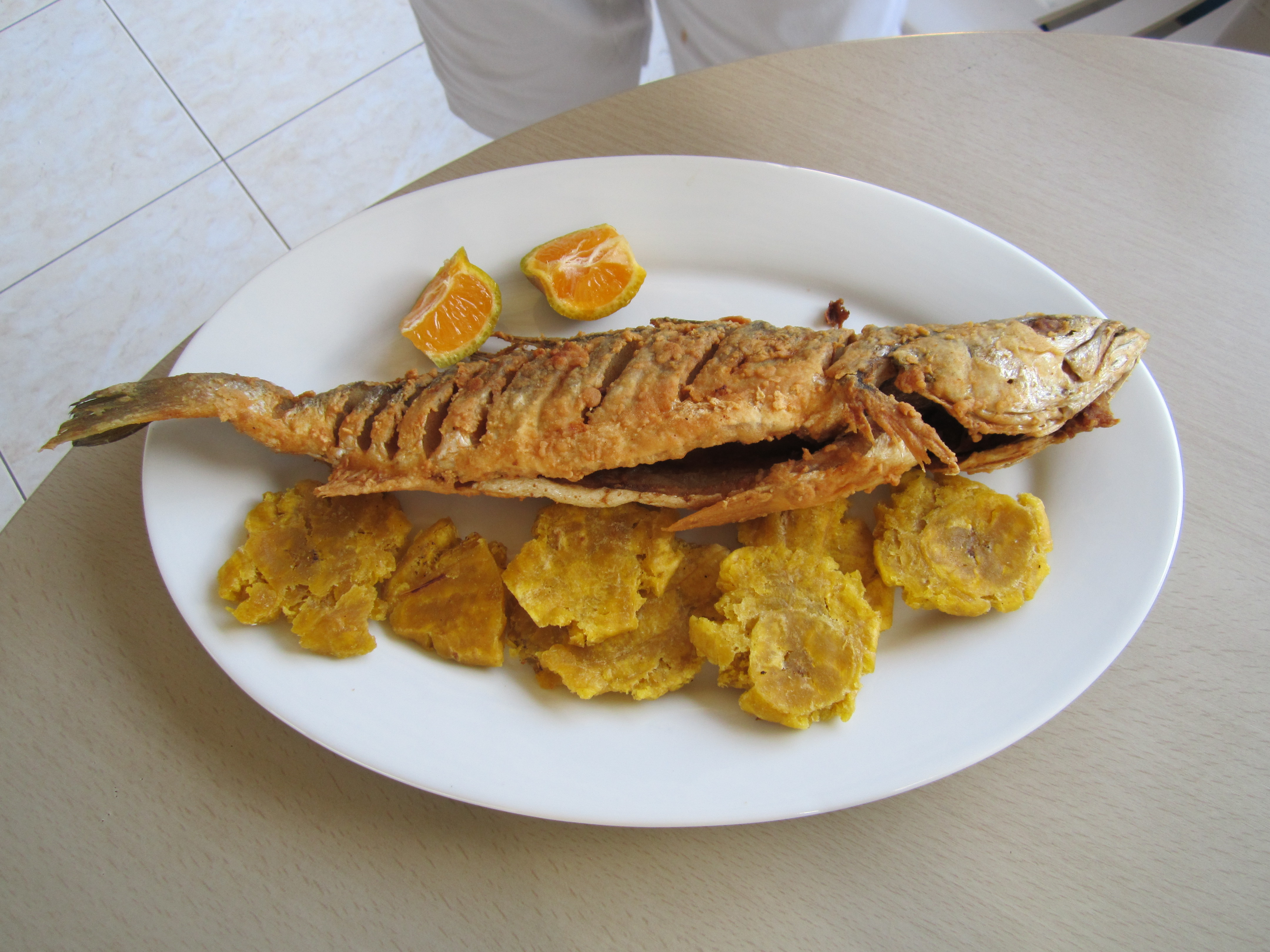
Патаконес с жареной рыбой в Панаме

Тостонес также являются основным продуктом питания в странах Латинской Америки и Карибского бассейна, включая Кубу, Пуэрто-Рико, Доминиканскую Республику, Панаму, северное побережье Гондураса и Гаити, где их часто подают с традиционным блюдом грио (griot, жареная свинина) или маринадом пиклиз (pikliz) — смесь маринованных острых перцев.
Их также можно найти в западноафриканской кухне, где их называют банановыми чипсами.

## Другие варианты использования термина
В Гондурасе термин tostón может также относиться к 50-центовой монете местной валюты — лемпире. То же самое и в Мексике с 50 центовым песо.
В Доминиканской Республике тостонес — это кусочки бананов, обжаренные один раз.